# 石倭行人
石倭 行人（いしわ ゆきと）は、日本の実業家。日鉄エンジニアリング代表取締役社長。エンジニアリング協会理事長。

## 経歴・人物
埼玉県出身。1983年一橋大学経済学部卒業。在学中一橋祭運営委員長として環境問題のシンポジウムを企画した。同級だった寮の隣室に住んでいた東井芳隆（気象庁次長を経て関西観光本部代表理事）も一橋祭運営委員を務め、ともに広告募集などに奔走した。
大学卒業後は新日本製鉄（のちの日本製鉄）に入社し、日鉄エンジニアリング取締役を経て、2020年から同社代表取締役社長を務め、カーボンニュートラル化を進めるなどし、コージェネ財団のコージェネ大賞2020産業用部門優秀賞も受賞した。
2023年エンジニアリング協会理事長。土壌環境センター副会長、日本環境衛生施設工業会理事、日本プロジェクト産業協議会理事、日本産業機械工業会運営幹事、機動隊員等を励ます会理事なども務めた。